# Leena
Leana o Leena (Leaena, Léaina Λέαινα) va ser una hetera (prostituta) atenenca, amant d'Aristogitó (Ateneu diu que el seu amant fou Harmodi).
A la mort d'Hiparc fou torturada com a sospitosa de participar en la conspiració i va morir a causa dels patiments infligits sense haver dit res. Es diu que es va tallar la llengua d'una mossegada per no parlar. Els atenencs li van dedicar una estàtua de bronze sense llengua, que es va col·locar al vestíbul de l'acròpoli.
Jàmblic la inclou en la llista de dones pitagòriques. La seva llegenda s'assembla a la de la filòsofa Timica.